# Hydrotaea nubilicosta
Hydrotaea nubilicosta är en tvåvingeart som beskrevs av Malloch 1923. Hydrotaea nubilicosta ingår i släktet Hydrotaea och familjen husflugor.
Artens utbredningsområde är Colombia. Inga underarter finns listade i Catalogue of Life.